# Liste der Gerichtsbezirke in Görz und Gradisca
Diese Liste der Gerichtsbezirke in Görz und Gradisca listet alle ehemaligen Gerichtsbezirke im österreichischen Kronland Görz und Gradisca auf.

## Geschichte
Görz und Gradisca gehörte bis 1849 zum österreichischen Königreich Illyrien, danach wurde es mit Triest und Istrien zum neuen Kronland Küstenland vereinigt. Mit der Reichsverfassung von 1861 erlangte die Grafschaft Görz und Gradisca die Eigenschaft eines eigenständigen Kronlands, wobei jedoch der gemeinsame k.k. küstenländische Statthalter in Triest und das gemeinsame Gesetz- und Verordnungsblatt für das österreichisch-illirische Küstenland erhalten blieb.
Auch die Gerichtsorganisation spiegelte die Zusammengehörigkeit der drei Gebiete des Küstenlandes wider, war doch 1850 das k. k. Oberlandesgericht zu Triest als zuständiges Oberlandesgericht für die Gebiete Triest, Istrien und Görz festgelegt worden.
Für das Gebiet der Grafschaft Görz und Gradisca wurde zudem das Kreisgericht in Görz geschaffen, das über den Bezirksgerichten in den Gerichtsbezirken stand.

## Gerichtsbezirke
Die Tabelle enthält im Einzelnen folgende Informationen (Stand 1910):
| Gerichtsbezirk:   | Name des Gerichtsbezirkes in deutscher Sprache                |
| Slow. Bez.:       | slowenische Bezeichnung                                       |
| Ital. Bez.:       | italienische Bezeichnung                                      |
| Landesgericht:    | Landesgericht, dem das Bezirksgericht unterstellt war         |
| Polit. Bezirk(e): | Politische(r) Bezirk(e), in dem der Gerichtsbezirk damals lag |
| Einwohner:        | Einwohner                                                     |
| Fläche in km²:    | Fläche in km²                                                 |
| Bev.-Dichte:      | Bevölkerungsdichte in Einwohner pro km²                       |
| Deutschsprachige: | Einwohner mit deutscher Umgangssprache                        |
| Ital.-spr.:       | Einwohner mit italienischer Umgangssprache                    |
| Slow.-spr.:       | Einwohner mit slowenischer Umgangssprache                     |
| Sonstige:         | Einwohner mit sonstigen Umgangssprachen sowie Staatsfremde    |

| Gerichtsbezirk | Slow. Bez.    | Ital. Bez. | Landes- gericht | Polit. Bezirk(e)         | Ein- wohner | Fläche in km² | Bev.- dichte | Deutsch- sprachige | Ital.- spr. | Slow.- spr. | Sons- tige |
| -------------- | ------------- | ---------- | --------------- | ------------------------ | ----------- | ------------- | ------------ | ------------------ | ----------- | ----------- | ---------- |
| Cervignano     | Červinjan     | Cervignano | Görz            | Monfalcone               | 30.477      | 309,78        | 98,38        | 110                | 27.991      | 48          | 2.328      |
| Cormons        | Kormin        | Cromons    | Görz            | Gradisca                 | 19.790      | 117,47        | 168,47       | 329                | 13.538      | 4.354       | 1.569      |
| Flitsch        | Bovec         | Plezzo     | Görz            | Tolmein                  | 5.621       | 363,53        | 15,46        | 26                 | 8           | 5.528       | 59         |
| Görz           | Gorica        | Gorizia    | Görz            | Görz Stadt / Görz (Land) | 76.016      | 403,49        | 188,40       | 3.521              | 17.545      | 52.207      | 2.743      |
| Gradisca       | Gradiška      | Gradisca   | Görz            | Gradisca                 | 14.365      | 69,48         | 206,75       | 62                 | 12.725      | 302         | 1.273      |
| Haidenschaft   | Ajdovščina    | Aidussina  | Görz            | Görz (Land)              | 14.788      | 168,72        | 87,65        | 15                 | 9           | 14.685      | 79         |
| Kanalburg      | Kanal ob Soči | Canale     | Görz            | Görz (Land)              | 14052       | 211,68        | 66,38        | 50                 | 22          | 13.937      | 43         |
| Karfreit       | Kobarid       | Caporetto  | Görz            | Tolmein                  | 9.120       | 202,84        | 44,96        | 7                  | 0           | 9.064       | 49         |
| Kirchheim      | Cerkno        | Cirehina   | Görz            | Tolmein                  | 8.141       | 159,26        | 51,12        | 0                  | 0           | 8.131       | 10         |
| Komein         | Komen         | Comeno     | Triest          | Sesana                   | 14.708      | 195,47        | 75,24        | 66                 | 250         | 14.009      | 383        |
| Monfalcone     | Tržič         | Monfalcone | Görz            | Monfalcone               | 22.561      | 123,79        | 182,25       | 125                | 17.944      | 1.645       | 2.847      |
| Tolmein        | Tolmin        | Tolmino    | Görz            | Tolmein                  | 15.357      | 314,98        | 48,76        | 89                 | 21          | 15.166      | 81         |
| Zizan          | Sežana        | Sesana     | Triest          | Sesana                   | 15.753      | 276,48        | 56,98        | 80                 | 93          | 15.488      | 92         |